# Obalovna

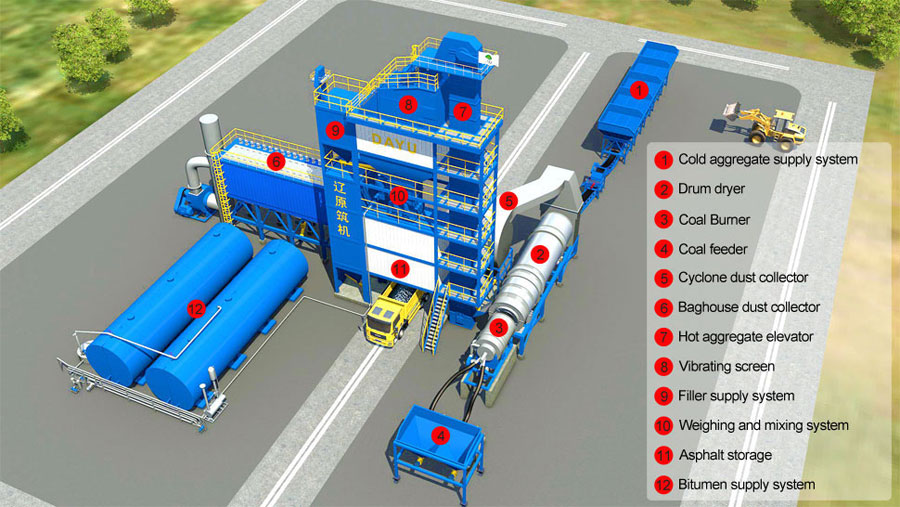
Schéma obalovny

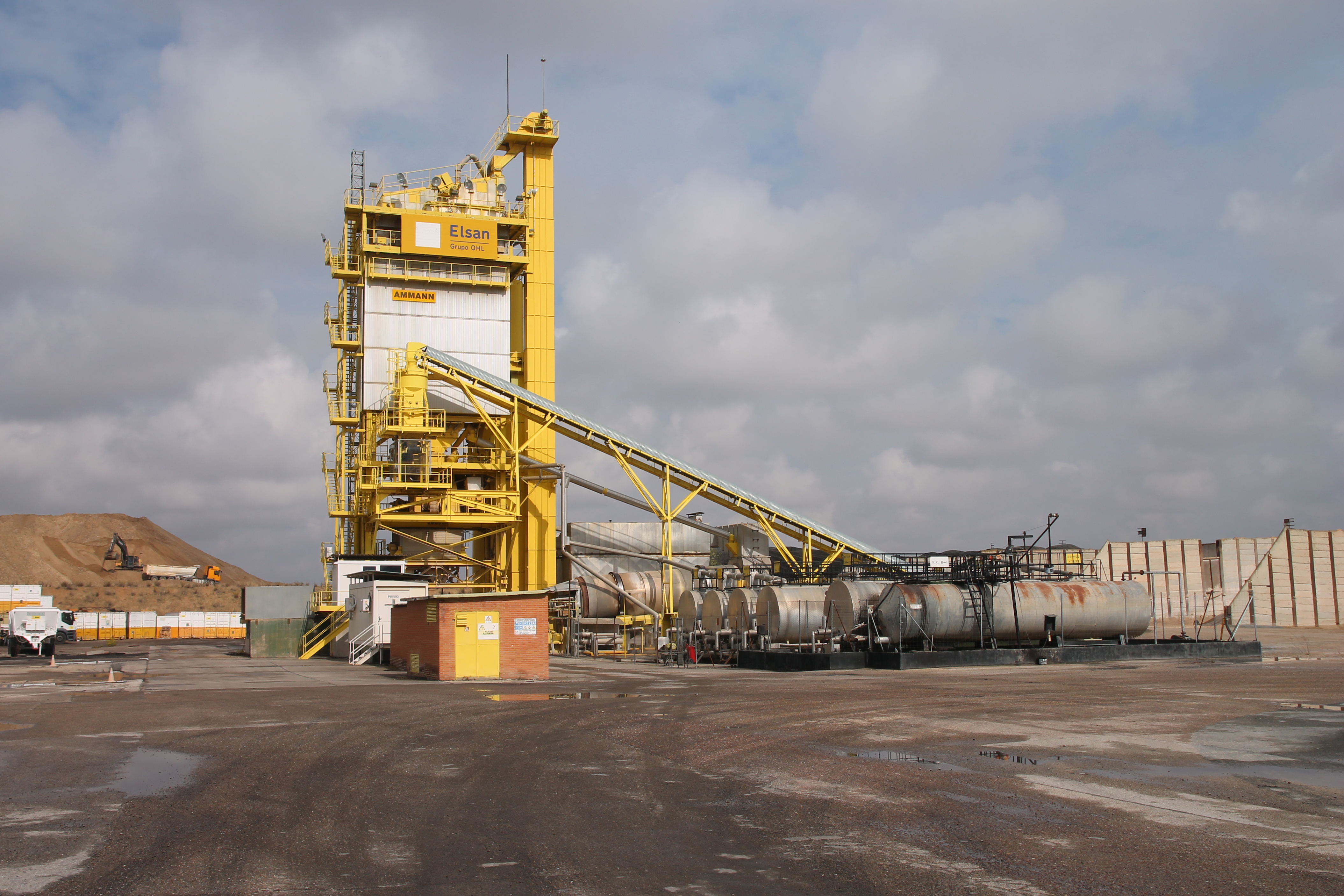
Obalovna v Argandě del Rey u Madridu

Obalovna je průmyslové zařízení používané k výrobě obalovaných směsí, zejména asfaltového betonu. V něm vzniká smícháním suchého teplého kameniva, plniva a asfaltu homogenní směs požadované teploty. Produkty obaloven jsou široce používány při výstavbě dálnic, silnic a dalších zpevněných ploch.

## Složky
Výroba obalovaného kameniva představuje smíchání různých frakcí kameniva, písku a plniva (například kamenného prachu) ve správném poměru, jejich zahřátí a obalení pojivem, obvykle na bázi asfaltu. Teplota hotového výrobku musí být dostatečně vysoká, aby bylo možno směs přepravit na místo určení a tam uložit. Obvyklá je teplota v rozmezí 100 až 200 °C.
Přírodní asfalt je v praxi nahrazován asfaltovým recyklátem (RAP) až do 20% podílu. Jak bylo prokázáno výzkumy, je kvalita výsledné směsi až do této hodnoty stejná jako při použití přírodního asfaltu. Teprve zvýšení podílu recyklátu nad tento limit má za následek snižování kvality výsledné směsi. Státy mají vlastní regulace, které stanovují objem recyklovaného asfaltu v hotové směsi.
Vlastnosti všech složek ovlivňují nejen celkovou kvalitu výsledného produktu, ale také životní prostředí.

## Typy
- Stacionární zařízení jsou obvykle umístěna tak, aby pokrývala co nejširší oblast dodávky (např. u dálničních výjezdů nebo v průmyslových oblastech velkých měst) při rozumné dopravní vzdálenosti. V některých případech jsou obalovny také zřizovány u místních zdrojů nerostných surovin, jako jsou lomy, aby byl jejich dovoz ekonomický. Tento typ zařízení vyžaduje pevné založení.
- Částečně mobilní zařízení, která jsou vhodná pro staveniště s omezeným časovým rámcem a po ukončení výstavby se mohou přemístit (např. novostavba dálnic). Tento typ zařízení má obvykle svůj vlastní ocelový základ.
- Zcela mobilní zařízení s kolovým pohonem, která se používají v odlehlých oblastech (např. výstavba silnic na Sibiři). když jsou jednorázově zapotřebí pouze menší objemy směsi. Tento typ systému vyžaduje pouze místo, kde mohou nákladní automobily zaparkovat a zapatkovat se.

## Hlavní součásti
Obalovna je obvykle automaticky, nebo poloautomaticky řízena z velína a dělí se na část skladovou a výrobní (strojní). Sypké složky se skladují volně ložené, navzájem oddělené. Tekuté složky se skladují v nádržích. Strojní část se skládá z podávacích pasů pro různé druhy kameniva, bubnové sušičky, hořáku, přívodu topného média (plynu nebo uhelného prachu), sběrače prachu, dopravníkového pásu, vibračního síta, systému dodávky plniva, systému vážení a míchání,

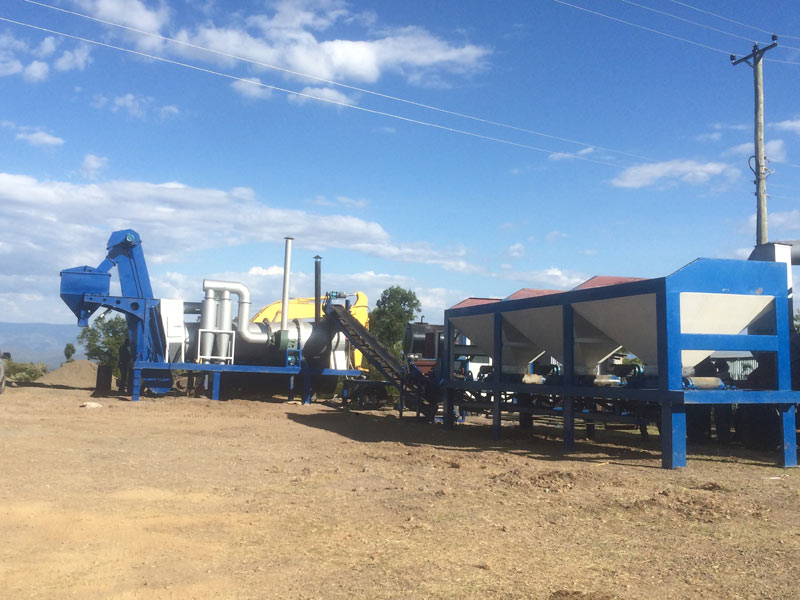
Částečně mobilní obalovna používaná na dlouhých liniových stavbách
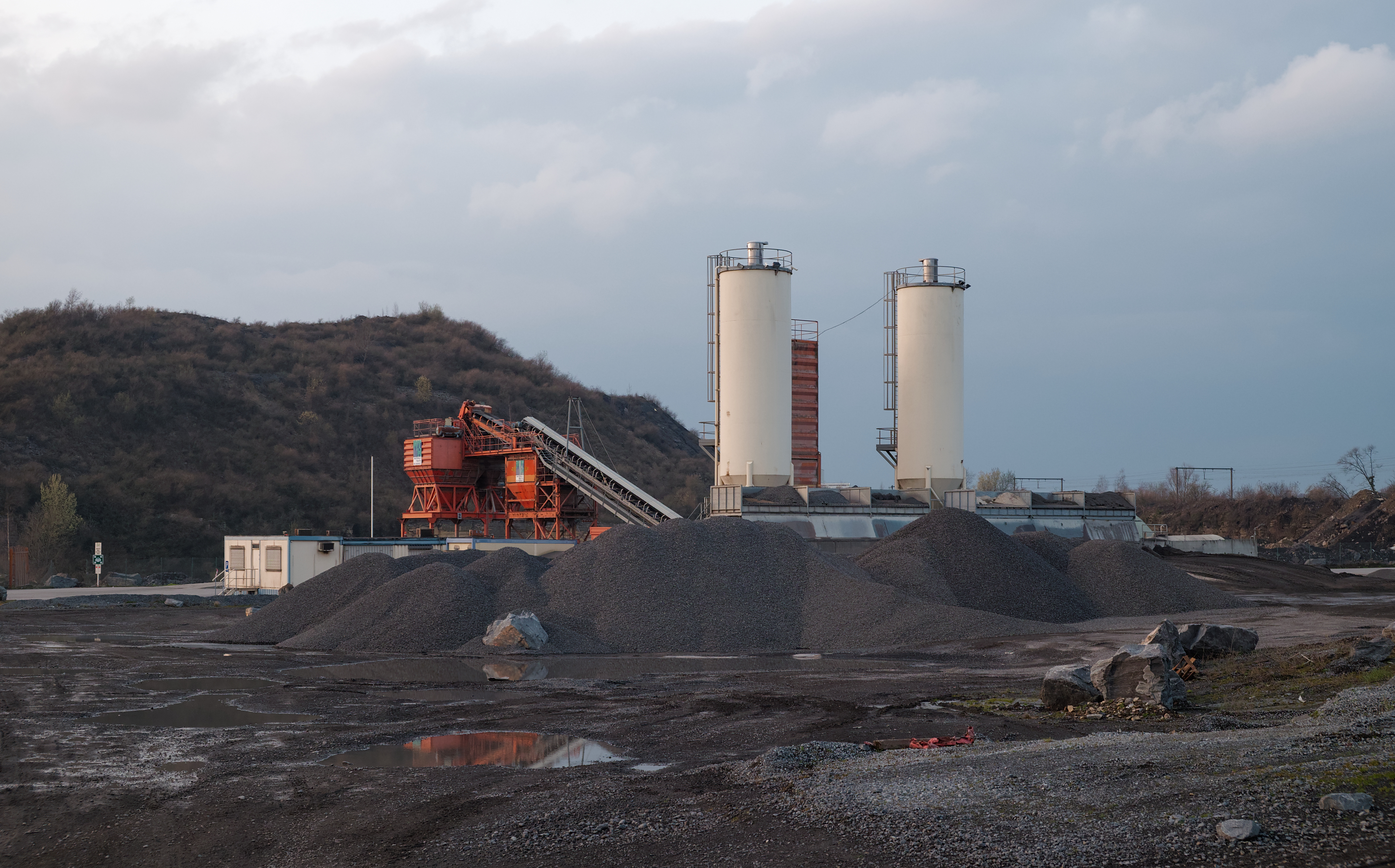
Stacionární obalovna v Belgii
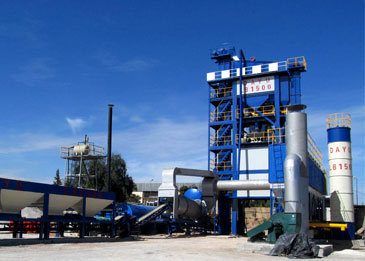
Pohled na sestavenou obalovnu
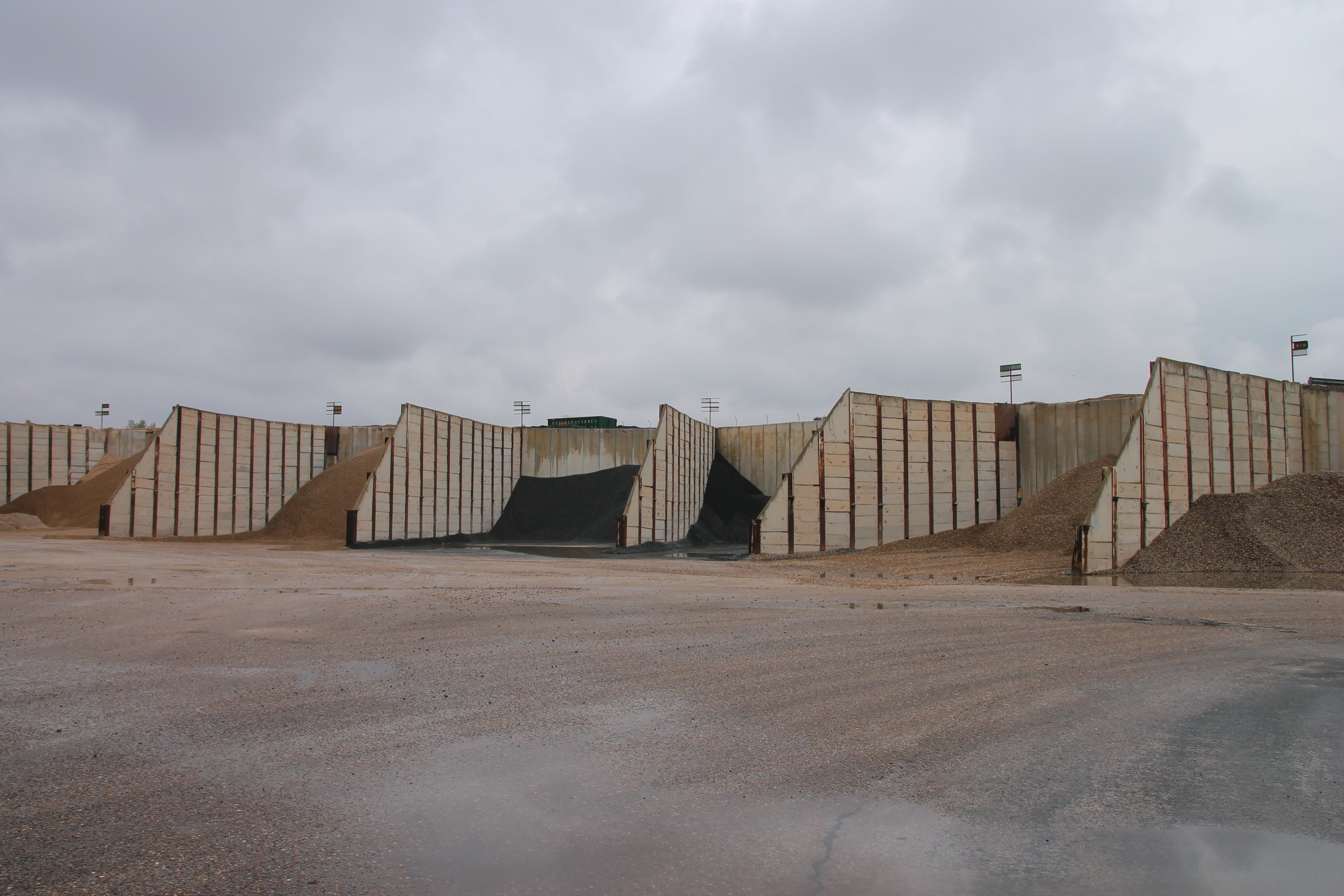
Zásobníky kameniva
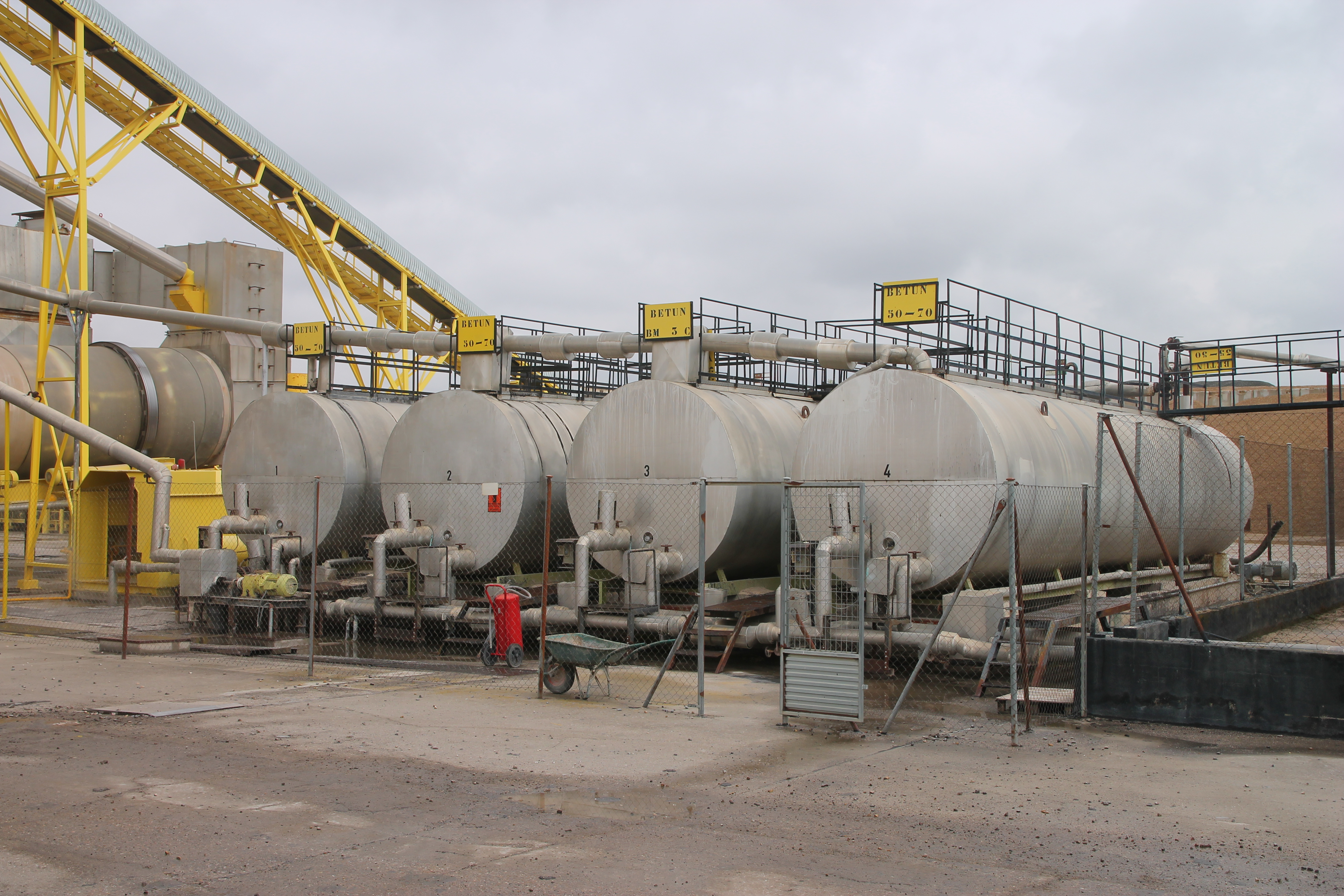
Zásobníky živice
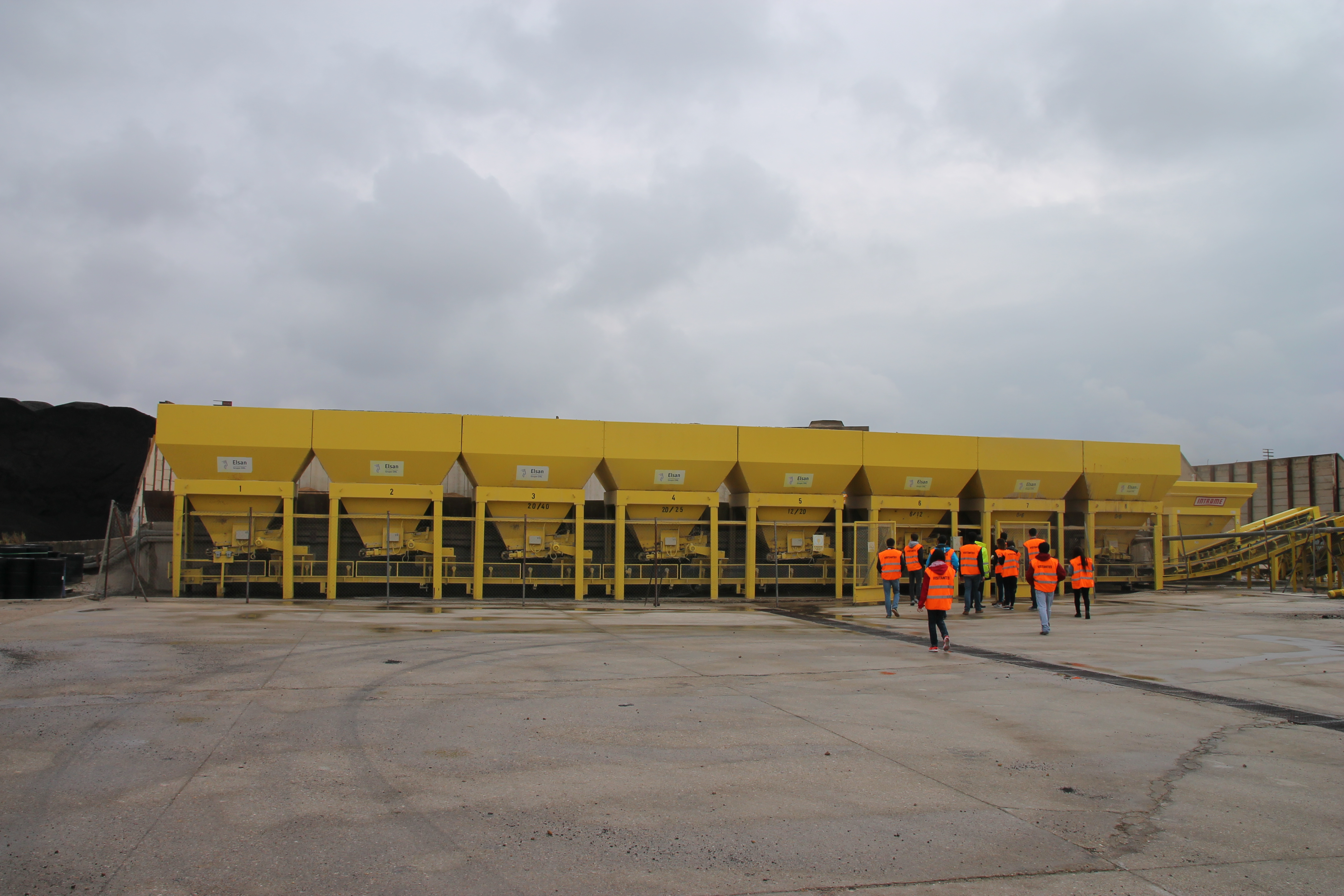
Dávkovače kameniva
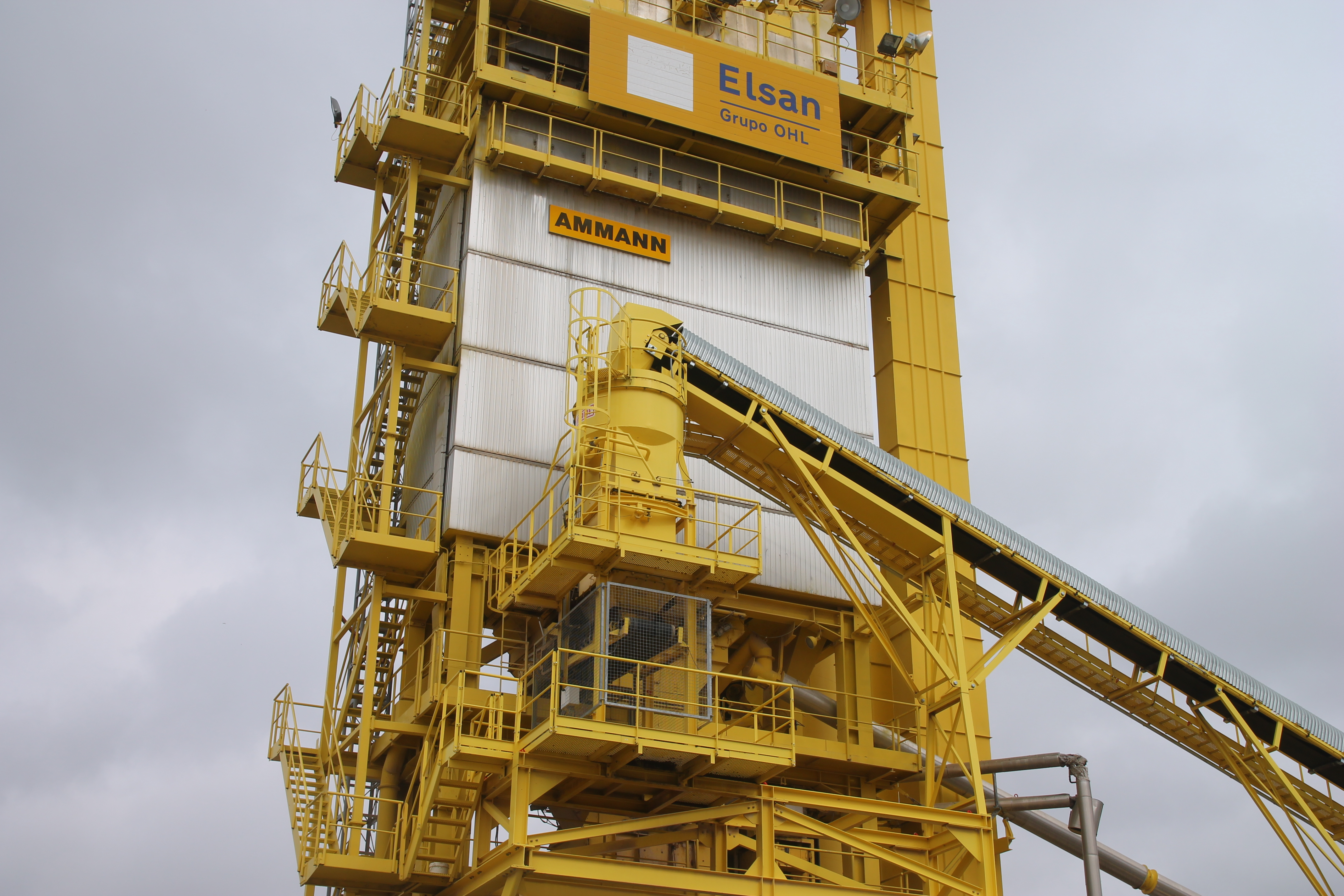
Dopravník
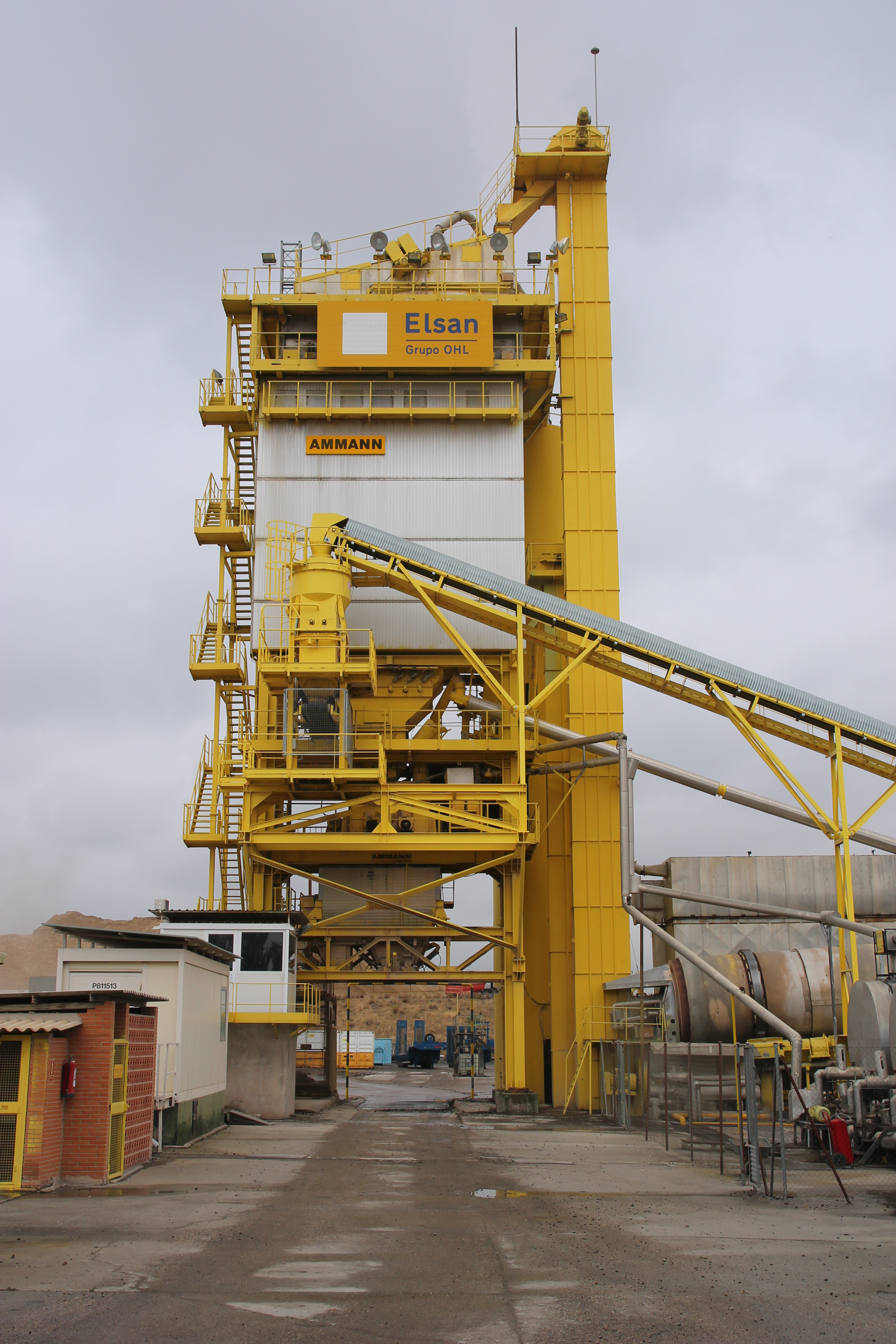
Věž se sušičkou a mísícím bubnem
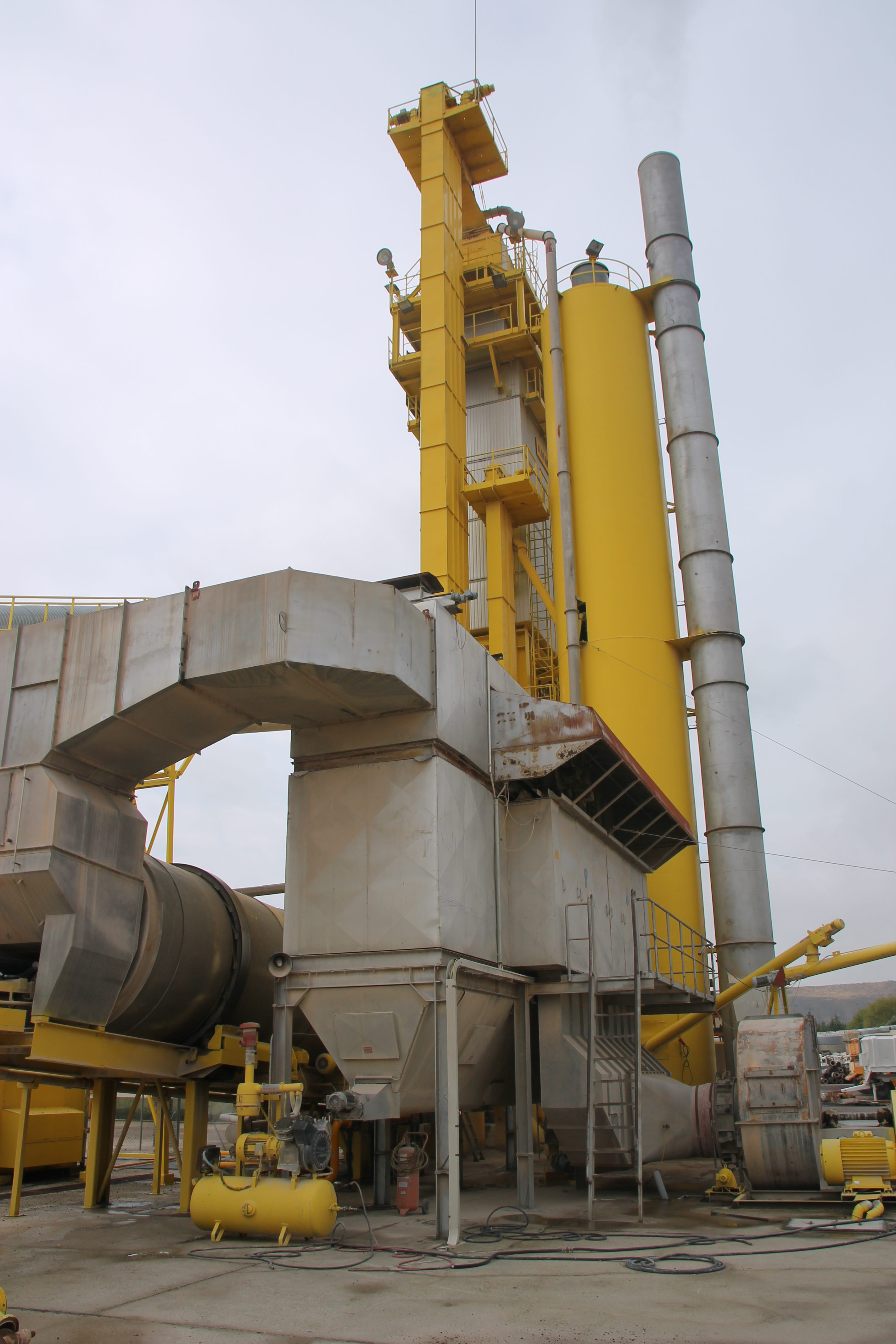
Věž se sušičkou a mísícím bubnem
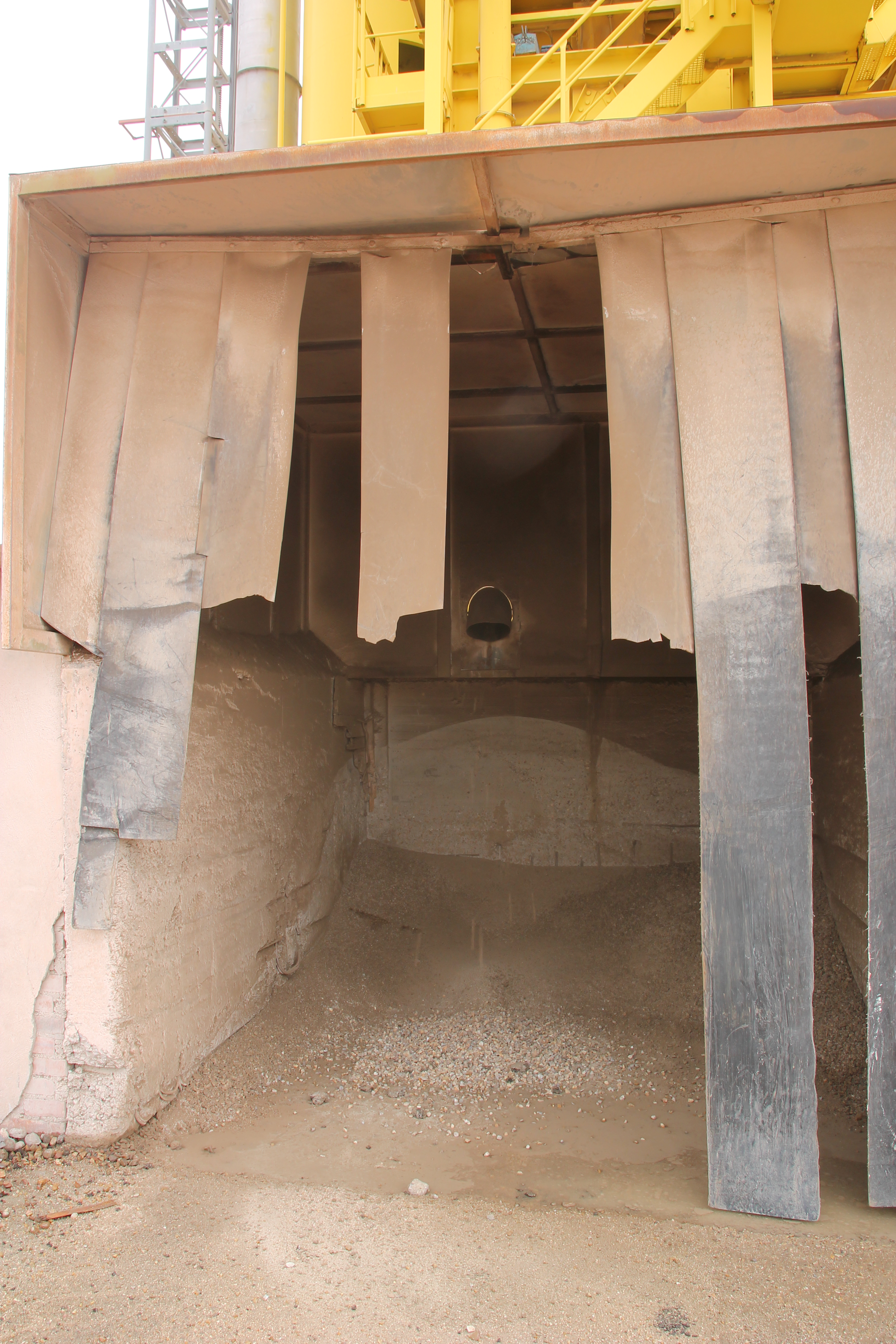
Vytříděné nevhodné zbytky kameniva
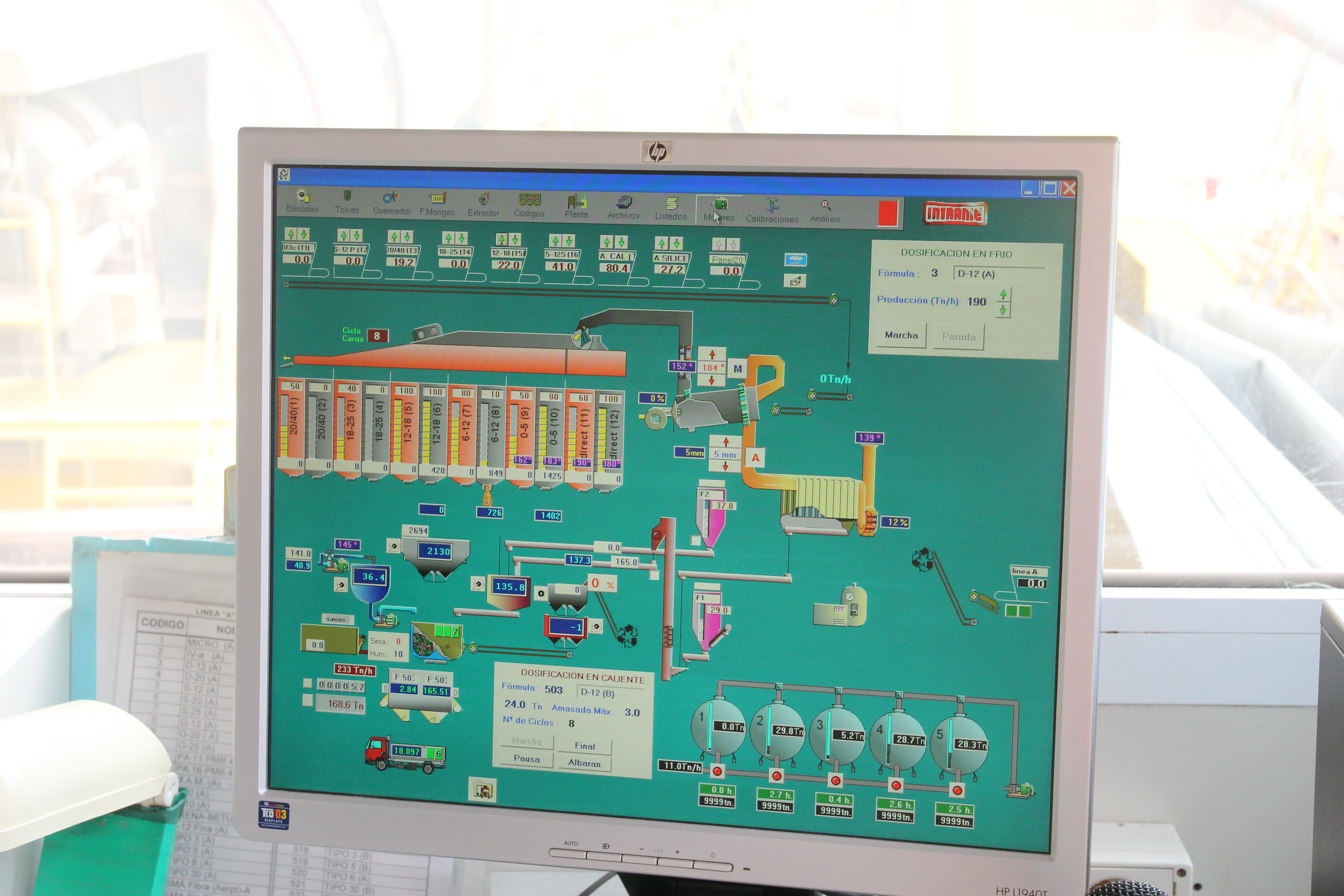
Kontrolní pult ve velíně
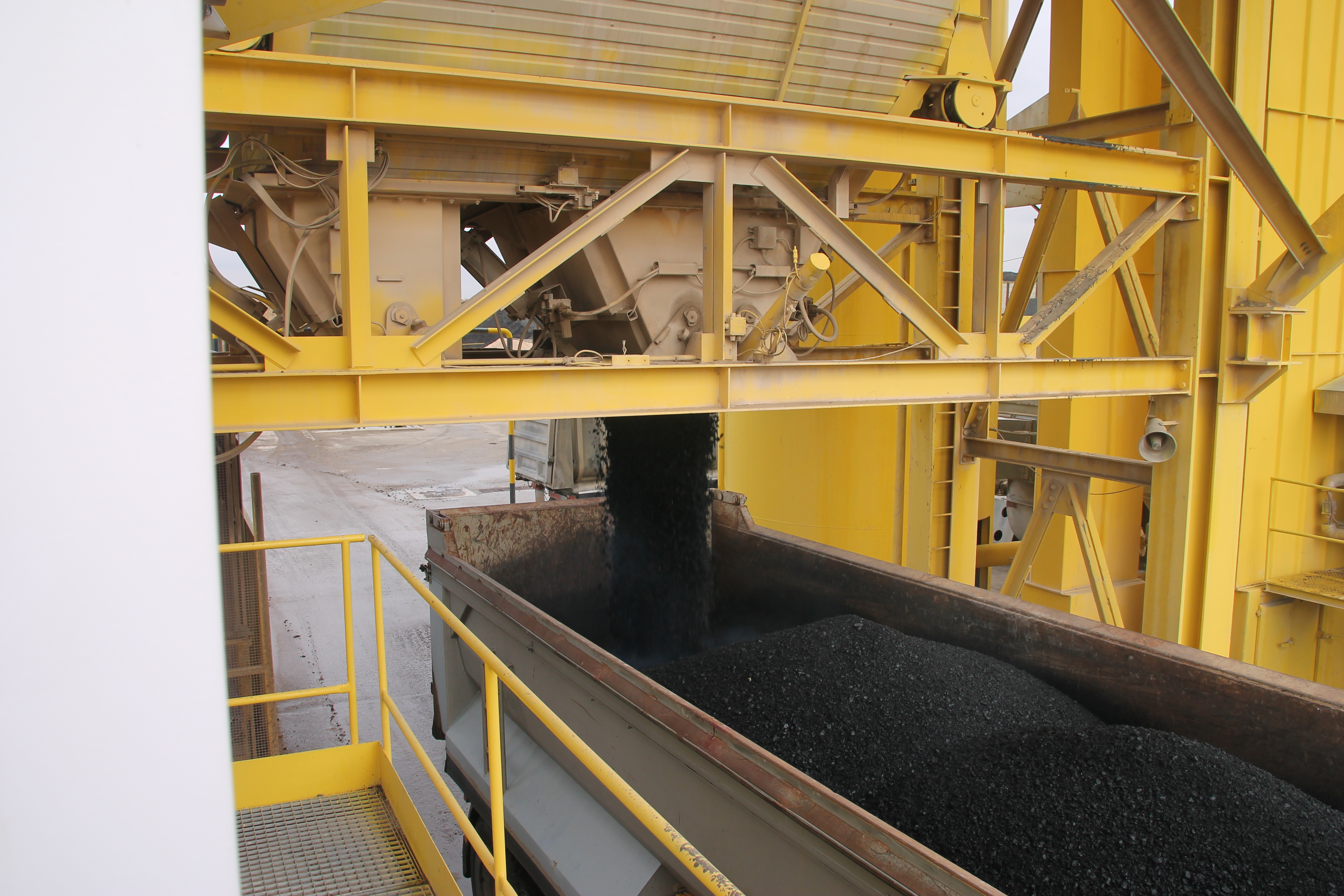
Sypání hotové směsi na korbu nákladního vozu
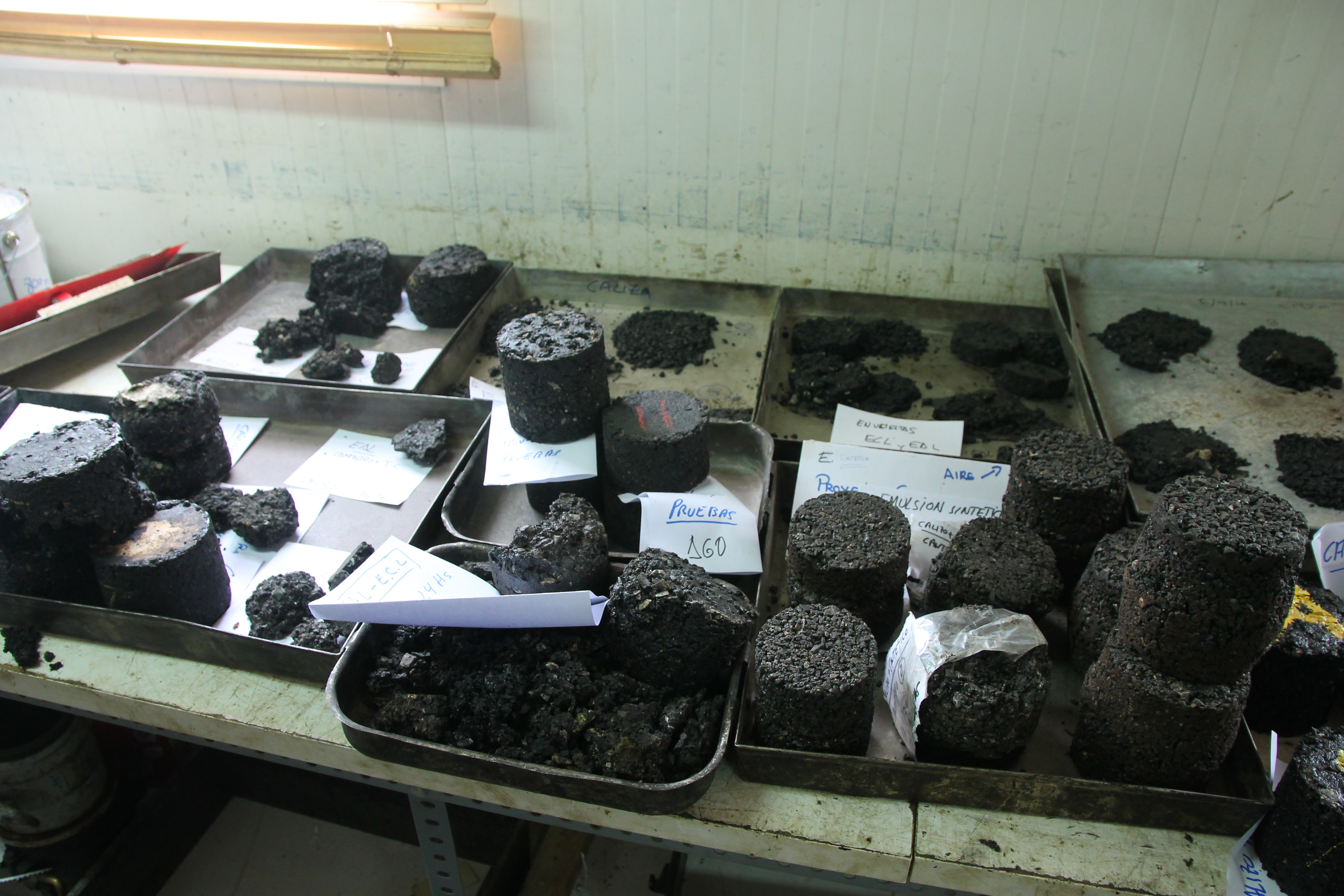
Laboratorní vzorky